# Lil Yachty
Miles Parks McCollum (Mableton, 23. kolovoza 1997.), poznatiji po umjetničkom imenu Lil Yachty, američki je reper i pjevač. Yachty je u kolovozu 2015. godine dobio priznanje za singl "One Night" i "Minnesota" iz njegovog debitantskog mini albuma Summer Songs. U veljači 2016. objavio je svoj debitantski mixtape Lil Boat. 10. lipnja 2016. godine Yachty je najavio da je potpisao ugovor s producentskim kućama Quality Control Music, Capitol Records, i Motown Records. Njegov mixtape Lil Boat i Summer Songs 2 izdani su 2016. godine, a njegov debitantski studio album Teenage Emotions 2017. godine. Njegov drugi i treći studijski album, Lil Boat 2 i Nuthin' 2 Prove, objavljeni su u 2018., nakon čega je uslijedio i četvrti Lil Boat 3 (2020.). Yachtyjev peti studijski album pod nazivom Let's Start Here, objavljen je u siječnju 2023. godine, a inspiriran je psihodeličnim rockom.

## Karijera
McCollum je rođen u mjestu Mableton, Georgia. Godine 2015. Miles Parks McCollum usvojio je nautičko ime "Yachty" i preselio iz rodnog grada Atlante u New York kako bi pokrenuo karijeru. Živio je s prijateljem i umrežen s modnim osobama izgradio je vlastiti Instagram profil i skupio velik broj pratitelja. Yachty je prvi put došao do izražaja u prosincu 2015. kada je u viralnom YouTube videu upotrijebljena SoundCloudova verzija njegove pjesme "One Night" koja je premašila 100.000.000 pregleda.
U veljači 2016. godine, Yachty je debitirao kao model u modnoj liniji Kanye West's Yeezy Season 3 u Madison Square Gardenu i impresionirao javnost pojavivši se u Gucci odjeći i s dijamantnom QC ogrlicom,koja je označavala njegovu izdavačku kuću Quality Control Music i dobi od samo 17 godina. 
Yachtyjev debitantski mixtape Lil Boat objavljen je u ožujku 2016. U travnju 2016., Yachty je surađivao reperom D.R.A.M. Na pjesmi "Broccoli", koja je na broju 5 na listi Billboard Hot 100. Pjesma "Broccoli" sakupila je preko 250.000.000 pregleda i označila Yachtyja kao vrlo perspektivnog repera.  Nastupao je u Chance the Rapperovom albumu Coloring Book mixtape, objavljenom u svibnju 2016. 10. lipnja 2016. godine najavio je da je potpisao ugovor s producentskim kućama Quality Control Music, Capitol Records i Motown Records. Yachty je objavio svoj drugi mixtape Summer Songs 2 u srpnju 2016. U prosincu 2016. surađivao je s Kyleom na singlu "iSpy" 
26. svibnja 2017, Lil Yachty objavio svoj debitantski studio album, Teenage Emotions s rap triom Migos, Diplom, Grace, Stefflon Donom i YG. Tri promotivna singla izdana su kako bi promovirala album. Prvi promotivni singl "Harley", objavljen je 14. travnja 2017. Drugi promotivni singl "Bring It Back", objavljen je 4. svibnja 2017. Treći promotivni singl bio je "X Men".

## Glazbeni stil
Lil Yachty naziva svoj stil "bubblegum trap". Njegove su pjesme koriste zvukove u rasponu od Mario Brosa, Charlie Browna, pjesma iz Rugratsa do zvuka pokretanja konzole GameCube. Ostale teme u njegovim djelima su oblaci, šećerna vuna, Super Nintendo i scene iz Pixar filmova. Njegov prijatelj TheGoodPerry je uključen u produkciju njegovih pjesama. Yachtyev stil opisan je i kao "mumble rap". 
Časopis Rolling Stone je opisao njegovu glazbu kao privlačnu i uputio bezbojne pohvale. 
Glazbeni časopis Guardian njegovu je glazbu nazvao zabavnom, prvom pop-rap pjesmom.

## Osobni život
1. rujna 2015., Yachty i još jedan muškarac uhićeni su u trgovačkom centru u Palm Beach Gardenu u Floridi zbog prijevare s kreditnim karticama, Yachty je pušten nakon plaćanja jamčevine od 11.000 dolara. Optužbe su kasnije odbačene.
Yachty tvrdi da nikada u životu nije jeo nikakvo povrće osim prženog krumpira i da se njegova prehrana sastoji od pizze, hot doga, corn doga i hamburgera.